# Papamóvil
El papamóvil es el vehículo acristalado y blindado que emplea el papa de la Iglesia católica en sus desplazamientos entre la multitud.
Actualmente, es un Mercedes-Benz Clase G modificado con un pequeño habitáculo vidriado en la parte posterior, donde se sienta el papa. Sin embargo, en los países que visita, suele ponerse a su disposición un papamóvil acondicionado localmente. Después del atentado contra Juan Pablo II en 1981, sus vidrios fueron blindados. Sin embargo, en ocasiones ha sido conducido con las ventanillas bajas. Es el sucesor de la antigua silla gestatoria.

## Historia

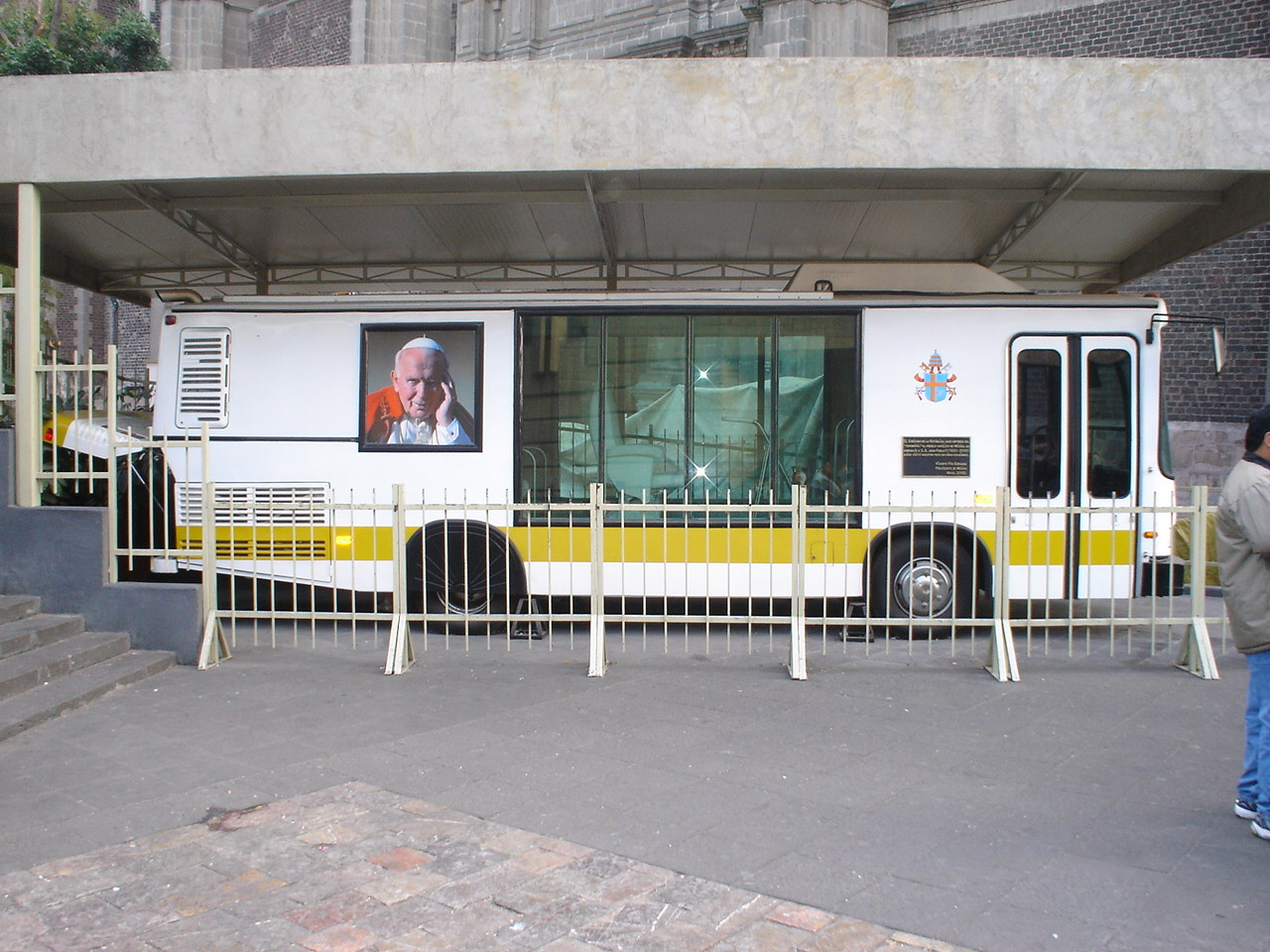
El papamóvil ubicado en la explanada de la Basílica de Guadalupe.

Camión DINA 532 en el que el papa Juan Pablo II visitó México el 26 de enero de 1979

El primer precedente al papamóvil data del corto pontificado de Juan Pablo I, quien decidió no utilizar la silla gestatoria, utilizada por sus predecesores. 
El primer papamóvil fue un vehículo abierto de color blanco decorado con los escudos de la República Dominicana y la Santa Sede y equipado con un toldo; fue usado por Juan Pablo II en Santo Domingo, del 25 al 26 de enero de 1979 en una escala de su viaje hacia México. Luego usó un Ford Serie D de color blanco, creado en Irlanda para ser utilizado por el papa durante su primera visita a ese país en 1979. En la primera visita que Juan Pablo II realizó a México, se adaptó un camión Dina 532, modelo 1978, de color blanco con líneas amarillas, al cual se le eliminaron el techo y las ventanas laterales. Ese camión se encuentra en el Museo del Automóvil de Puebla. Con él, el pontífice se desplazó de Ciudad de México a Puebla de Zaragoza, Guadalajara y Monterrey.
Franciscio Motors Corporation, fabricante de automóviles en las Filipinas produjo el papamóvil para la visita papal de 1995. Costó millones de contribuciones voluntarias en el sector privado, y al igual que los otros vehículos tenía ventanas blindadas, partes a prueba de bombas y fue inspeccionado por la Guardia Suiza exitosamente. Toyota también fabricó un papamóvil basado en un chasis de Toyota Land Cruiser para la visita de Juan Pablo II a Venezuela en 1997. Incluso se decía que el propio papa estuvo interesado en llevarse este vehículo al Vaticano.

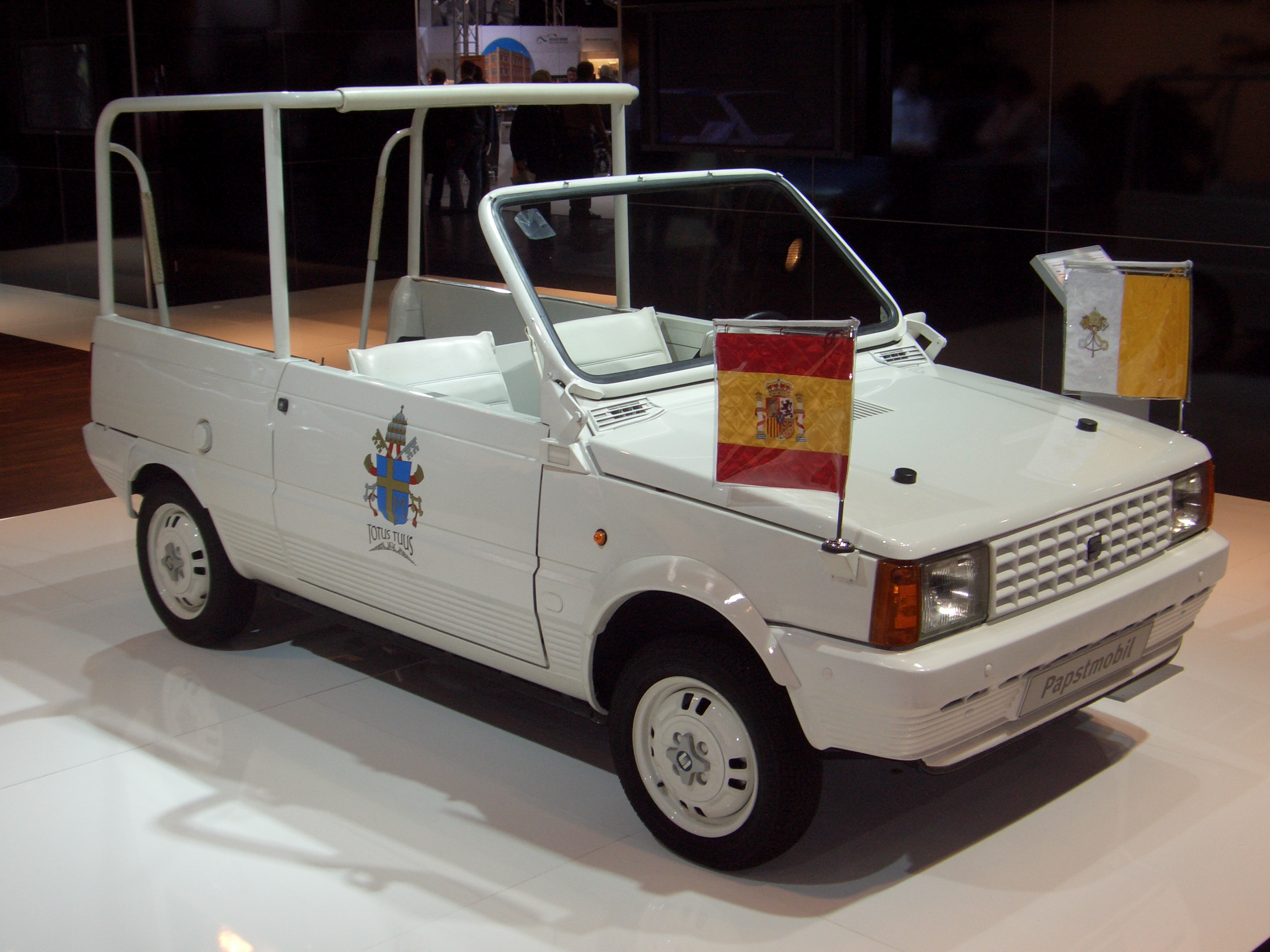
En 1982 el Papa visitó Barcelona en este papamóvil SEAT fabricado en España

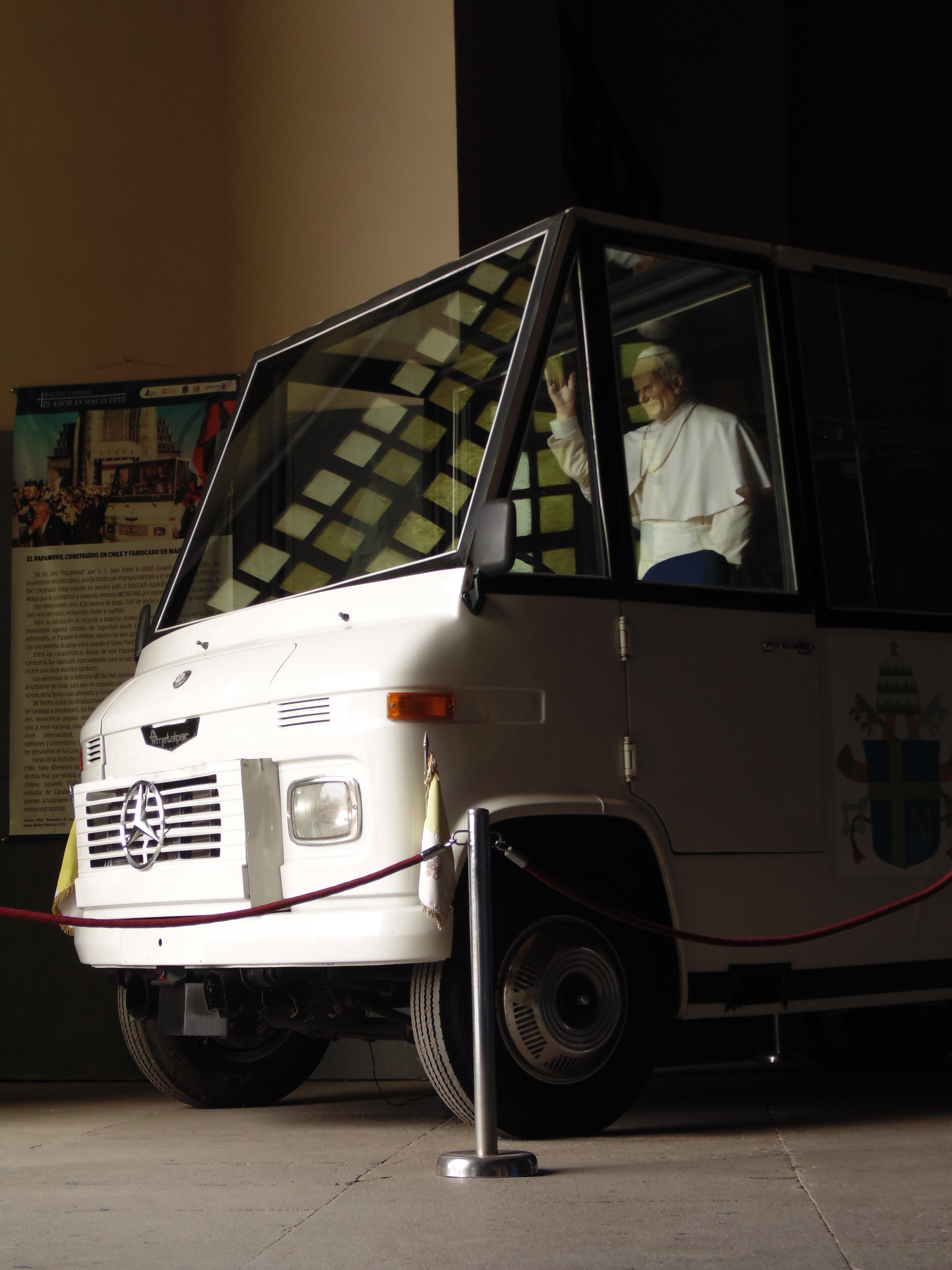
El papamóvil Mercedes-Benz utilizado por Juan Pablo II en Chile.

Los nuevos modelos de papamóvil están basados en el Mercedes-Benz Clase ML, aunque los antiguos eran modelos Mercedes-Benz Clase G modificados. Para la segunda visita de Juan Pablo II a Inglaterra, Land Rover produjo una versión especialmente modificada de uno de sus vehículos, el cual reside actualmente en el Imperial Palace en Las Vegas.
Ford también produjo una serie de "papamóviles" para el Vaticano con base en sus limusinas presidenciales.
Cuando se preparaba la primera visita de Juan Pablo II a la Argentina, en 1982, el Automóvil Club Argentino puso a disposición un vehículo Ford 350, modelo 1981. El mismo se trabajó con gran premura dada la escasez de tiempo.
Para la visita del santo a España, en 1982, se empleó un Range Rover modificado. Para la misa de los jóvenes en el estadio Santiago Bernabéu, SEAT fabricó en su planta de Barcelona un papamóvil como una variación del Seat Panda, ya que el Range Rover papamóvil no cabía por las puertas de entrada al estadio desde la calle.
Para la segunda visita de su santidad a Santo Domingo, en 1984, se adaptó un Toyota Land Cruiser serie FJ equipado con cristales a prueba de balas, diseñado por el general Ramiro Matos González del Ejército de la República Dominicana. Este vehículo se utilizó de nuevo en su tercer viaje a la República Dominicana, en 1992, y fue colocado en exhibición en el Museo del Hombre Dominicano y en el exterior del Faro a Colón. 
La primera visita de Juan Pablo II a El Salvador en 1983, se ordena la construcción del papamóvil, a manos de la maestranza militar. El diseño fue creado por el coronel Oswaldo Marenco Carballo, que en ese momento se desempeñaba en el departamento de Industrias militares de Maestranza de la Fuerza Armada. Él tomó como base para construirlo un vehículo Ford 700 del año 1982. Los trabajos de la remodelación y los cambios que se le hicieron al vehículo duraron aproximadamente 150 horas de trabajo. Unas 77 personas participaron en las obras de remodelación, entre técnicos, electricistas, mecánicos y otros. Fue terminado a solo cuatro días antes de que viniera Juan Pablo II. Este Ford 700 puede alcanzar una velocidad promedio de 80 kilómetros por hora, tiene un peso de ocho toneladas y su habitáculo mide unos 3,40 metros de alto y 1.32 metros de ancho. Además, cuenta con vidrios blindados de 2,5 pulgadas de espesor. De igual manera posee un sistema contra incendios, aire acondicionado, lámparas interiores y sistemas de comunicación con la cabina. En el habitáculo principal se encuentra la silla papal, que cuenta con el escudo de El Salvador y dos palomas de madera a sus costados. Además, en la parte posterior del Papamóvil hay asientos para cinco personas. Para la segunda visita del pontífice en 1996, la seguridad del Vaticano exigió hacer modificaciones, en esa oportunidad se tuvo que cambiar el motor Detroit por un Caterpillar, además de modificar la posición de los tanques de combustible, adicionar gradas y un pasamanos.
Para la visita del Papa a Colombia en 1986 se usaron tres todoterrenos Land Rover Santana que fueron modificados en la parte posterior por parte del Ejército de Colombia. Así mismo, estos vehículos contaban con las últimas especificaciones técnicas de protección para la época. 
Para la visita de Juan Pablo II a Chile desde el 1 al 6 abril en 1987, el gobierno de turno usó como base un chasis LR modelo LO-708-D de minibús Mercedes Benz, al que la empresa chilena Metalpar blindó con acero militar y cerró en una cúpula de vidrios antibalas especialmente importados. Se cubrió en su habitáculo interior con terciopelo azul con asientos soft doble ancho tapizados en el mismo material, en la parrilla se instaló el escudo de la famosa marca alemana fabricante del chasis y en las puertas se pintó el escudo pontificio del papa, todos los equipamientos fueron instalados en Chile por la empresa Bertonati Vehículos Especiales. Este automóvil se encuentra en exhibición permanente en el Museo Histórico Carabineros de Chile, esperando la eventual nueva visita de un pontífice romano a Chile. En algunas ocasiones, dicho vehículo es expuesto al público en otros lugares, siendo en 1999 fue expuesto en la Estación Mapocho para la Exposición Santiago Siglo XX y en el año 2005 frente al Edificio Central de Canal 13, dos días después del fallecimiento de Juan Pablo II. Para la celebración del Bicentenario Chileno, este vehículo y un Mercedes-Benz que usó Juan Pablo II durante su Visita en 1987, fueron expuestos frente al Palacio de La Moneda, en la plaza de la Constitución. En otras zonas del país, el Papamóvil es tomado en base de la cabina de una camioneta Chevrolet.
Para la segunda visita de su santidad a Argentina el 6 de abril de 1987, la planta de la ciudad argentina de Córdoba, de la fábrica Renault trabajó desde 1986, sobre una furgoneta Renault Trafic chasis cabina, montando una caja de cristal antibala, instalando allí una butaca y dos banquetas para quienes lo acompañasen. Ese mismo vehículo luego fue trasladado a Brasil. Hoy se encuentra en el Museo de la Industria de la Ciudad de Córdoba (Argentina), donde puede ser visto por el público.

## Matrícula

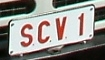
Matrícula del papamóvil.

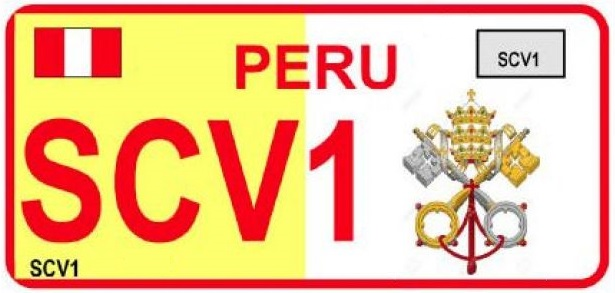
Matrícula del papamóvil creada para Perú (2018)

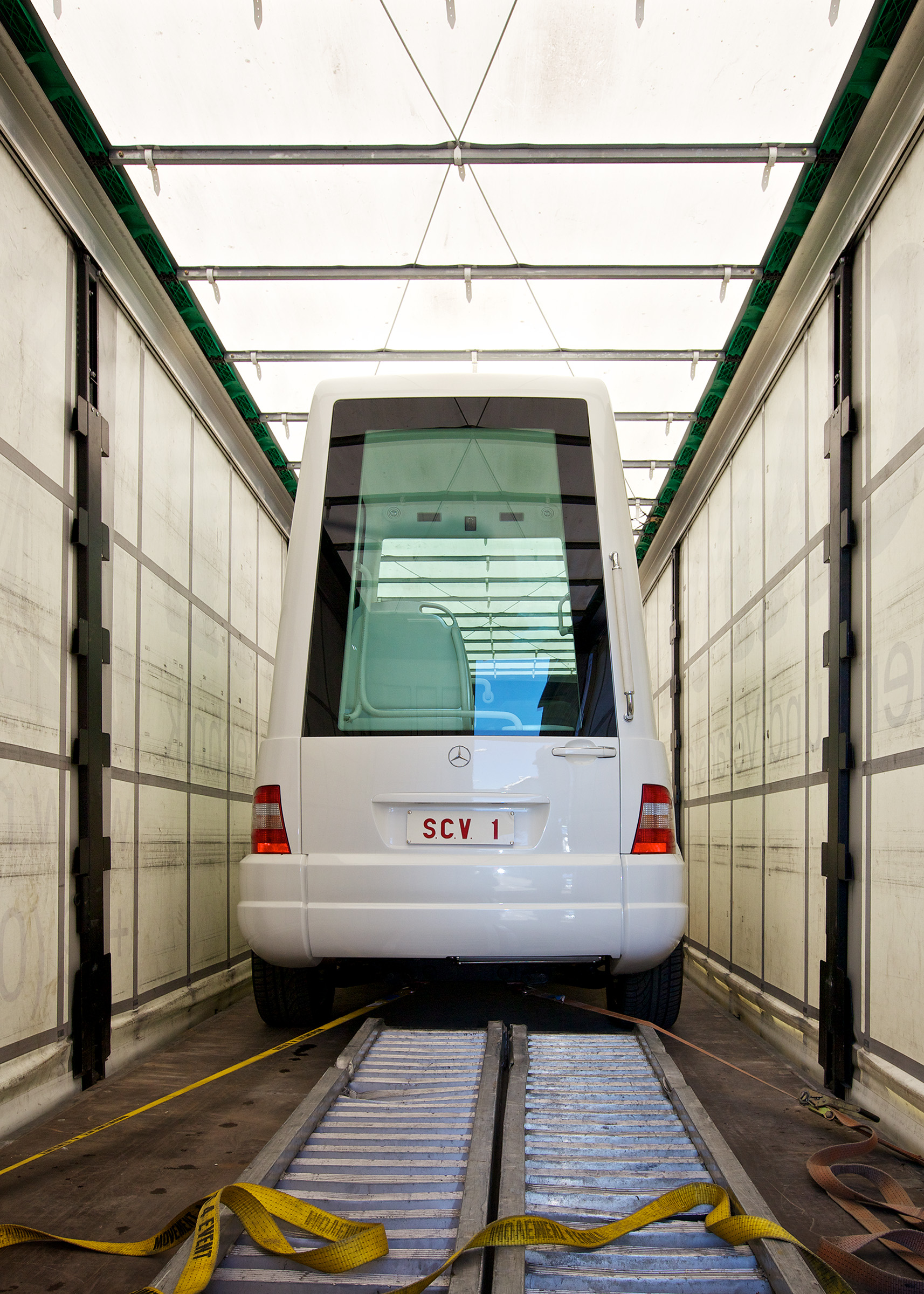
El Papamóvil Mercedes-Benz Clase M del Papa Benedicto XVI, con matrícula SCV 1

La matrícula que usa el Papamóvil contiene la designación SCV1 que significa «Stato della Città del Vaticano» («Estado de la Ciudad del Vaticano»), debido a que el papa tiene la condición de jefe de Estado. Para la visita de Francisco al Perú en 2018, el gobierno peruano creó mediante Resolución Ministerial N.º 018-2018 MTC/01.02 la "placa pontificia", con un especial diseño, pero manteniendo la designación oficial. Sin embargo, en los vehículos empleados por el Papa en el Perú únicamente se utilizó la designación SCV1.

## Modelo actual

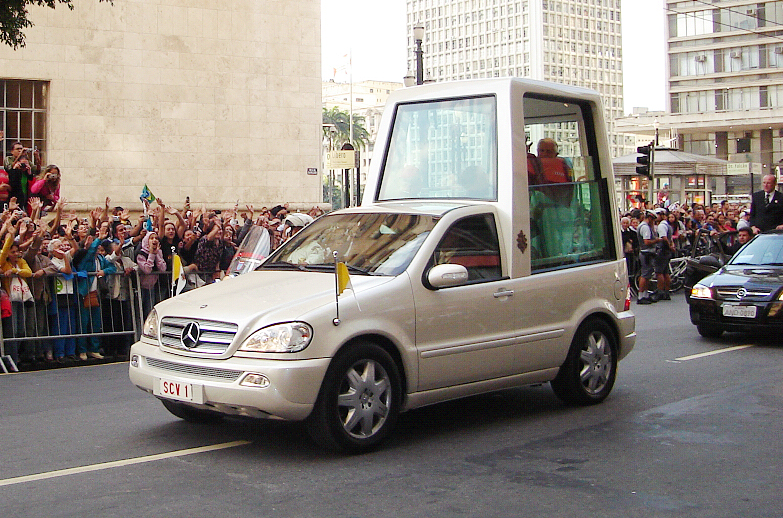
Papamóvil en 2007.

El papamóvil de Francisco era un Mercedes-Benz Clase G pintado de color «blanco místico Vaticano». Podría haber optado por dos modernos modelos blindados, pero eligió uno con la cabina al aire libre (pidió un vehículo que le permitiera descender a saludar a la gente cuando tuviera ganas), con un motor naftero V8, 388 caballos de potencia y tracción a las cuatro ruedas. Desarrollaba una velocidad máxima de 235 km/h y tiene un costo estimado de 400.000 euros. Tenía los paneles laterales blindados y el piso a prueba de bombas, también cuenta con una cabina antibalas, con suministro de oxígeno para casos de emergencia. Tras su pontificado, el papamóvil fue reconvertido en clínica móvil.
Es característico que durante visitas apostólicas a otros países cada localidad ofrezca un vehículo para el traslado del papa. Durante el Pontificado de Francisco, a través de los organismos diplomáticos pertinentes y del Cuerpo de Gendarmería de la Ciudad del Vaticano, la solicitud oficial es que tales vehículos permitan cercanía con la gente y que no sean blindados.  Algunos detalles son compartidos y otros se dejan libres a la voluntad del país de la visita.
Por lo tanto, el carisma y sencillez de Francisco pueden ser vistos en el vehículo sobre el cual se moviliza.  En Ecuador el vehículo que sirvió para la visita del Papa a la ciudad de Guayaquil fue una camioneta Chevrolet D-Max fabricada por la empresa GM OBB del Ecuador, firma que ya hace 30 años fabricó, también el papamóvil que movilizó a Juan Pablo II en su visita en 1985 (http://www.elcomercio.com/actualidad/papamovil-guayaquil-escudo-sanlorenzo-argentina.html).  
La Chevrolet D-Max requirió de algunas adaptaciones, siguiendo las especificaciones enviadas desde el Vaticano para convertirse en el Papamóvil que transportó al papa Francisco en su recorrido por la ciudad de Guayaquil. Este vehículo fue fabricado en el mismo país Sudamericano con gran cantidad de detalles técnicos y componentes hechos en Ecuador. En la parte exterior, incorpora una estructura de techo forrada en cuero, con vidrio templado en parte frontal y superior.  Además, varias partes de la camioneta como el balde, la suspensión y las ruedas fueron adaptadas y reforzados para garantizar comodidad y seguridad.
En el interior, la cúpula principal cuenta con un asiento principal de cuero y regulación de altura, inclinación eléctrica y manual. Además tiene una rotación libre de 360 grados con posibilidad de frenado parcial o bloqueo hidráulico desde la cabina. Frente a este asiento, uno de los detalles que se han incorporado para El Papa, es el escudo de su equipo predilecto: el San Lorenzo de Almagro. Cuenta con una salida de aire acondicionado dentro de la cúpula y también un sistema de comunicación para que el Papa mantenga contacto con el conductor. Detrás del asiento principal se colocaron dos asientos adicionales de tamaño completo y uso automotriz para acompañantes, con reclinación de espaldar y acabos de cuero; existen dos enfriadores de bebidas incorporados en el espacio de la cúpula. El acceso a la cúpula por la parte posterior cuenta dos escaleras eléctricas y tres fijas. Para el espacio en donde su santidad permanecerá de pie con el vehículo en movimiento, se colocó piso de ingeniería con amortiguamiento especial. Los banderines y escudos que fueron enviados desde el Vaticano.
Para la visita del sumo pontífice a Cuba se diseñaron 3 Papamóviles. Se trata de una camioneta pick-up Peugeot Hoggar producida en Brasil y trasformada en Cuba con una «pecera» antibalas en la caja de carga, con escalera de acceso en la parte trasera y sillón papal en el centro. Posee los escudos del Vaticano en los laterales, el techo de policarbonato. El vehículo fue bautizado como el «papamóvil criollo».
Para la visita del Papa a Colombia en 2017 se utilizaron tres vehículos marca Chevrolet donados por GM Colmotores.